# 香月泰男
香月 泰男（かづき やすお、1911年〈明治44年〉10月25日 - 1974年〈昭和49年〉3月8日）は、山口県大津郡三隅町（現・長門市）出身の洋画家。昭和を代表する洋画家の一人。

## 略歴
開業医の息子として生まれるも、幼い頃両親が離婚。厳格な祖父に育てられる。山口県立大津中学校（現・山口県立大津緑洋高等学校）卒業後、川端美術学校を経て1931年に東京美術学校に入学、藤島武二の教室に学ぶ。
1936年、美術学校卒業後、北海道庁立倶知安中学校（現・北海道倶知安高等学校）の美術科教師として着任。その後、山口県立下関高等女学校（現・山口県立下関南高等学校）に転任する。
1942年、太平洋戦争勃発により召集を受け、兵として満州へ。1945年にソ連に抑留され、シベリア、クラスノヤルスク地区のセーヤ収容所で強制労働に従事。これが原体験となり、その後の作品全体の主題・背景となる。
1947年、シベリア抑留から引き揚げ、下関高等女学校へ復職。1948年に郷里の三隅へ戻り、山口県立深川高等女学校（後に大津中学校と統合し、大津高等学校となる）に転任。
1960年、大津高等学校を依願退職。その後しばらくは創作活動に専念していたが、1966年に九州産業大学に新設された芸術学部油絵科の主任教授を委嘱される。
1969年、「シベリア・シリーズ」で第1回日本芸術大賞を受賞。
1974年、三隅町の自宅で心筋梗塞のため62歳で死去した。没後、遺族によりシベリア・シリーズ57点のうち45点を山口県へ寄贈、残り8点が山口県に寄託され、1979年開館の山口県立美術館に展示されている。
2016年12月15日に長門市で開催された日露首脳会談で、香月の孫　齋木泰彦により友情の旗が製作された。

## 香月泰男美術館
香月は、創作活動のほとんどを「<私の>地球」と語った三隅町の自宅で行っていた。その泰男の功績をたたえる目的で、1993年10月26日に、生家に近い三隅町湯免に三隅町立香月美術館として開館。2005年に三隅町の合併により香月泰男美術館に改名の上、長門市に運営が移管された。最晩年まで香月の手元にあった作品や、香月のアトリエ（復元）などが展示されている。
なお、香月泰男美術館ではシベリア・シリーズの一部について常設展示を県に希望しているが、専属の学芸員が館にいないことを理由とし山口県が難色を示しており、完成作の展示が出来ない（原画のみが展示されている）。
また、画作の一方で油絵の作品の他、晩年は海外での風景作品や身の回りの針金、空き缶などを再利用して製作した子どものためのおもちゃが複数あり、これらも同様に展示されている。
定期的に「<私の>○○展」という企画展を開催しているほか、小中学生を対象とした絵画コンクール「香月泰男ジュニア大賞絵画展」を主催している。
香月泰男の妻　婦美子が2021年（令和3年）5月22日に103歳で死去。現在は次男、次女が名誉館長となっている。
所在地
山口県長門市三隅中湯免226番地
アクセス
- 防長交通バス「湯免温泉」バス停より徒歩2分
- JR山陰本線・長門三隅駅からタクシーで5分

## 著書・画集
- 『画集シベリヤ 1943-1947』求龍堂 1967
- 『香月泰男のおもちゃ筐』福島慶子編 求龍堂 1970
- 『私のシベリア』文藝春秋 1970 
  - 『私のシベリヤ 香月泰男文集』筑摩書房「筑摩叢書」 1984
- 『シベリヤ画集 香月泰男画集』新潮社 1971
- 『海拉爾通信』新潮社 1971
- 『香月泰男スケッチ集 1 ニューヨーク篇 1966年』求龍堂 1972
- 『香月泰男スケッチ集 2・3 パリ篇 1956年』求龍堂 1972
- 『香月泰男スケッチ集 4 タヒチ篇 1971年』求龍堂 1972
- 『モロッコ 香月泰男石版画集』大阪フォルム画廊 1973
- 『画家のことば』新潮社 1974
- 『グランカナリア 香月泰男石版画集』大阪フォルム画廊 1974
- 『画集 香月泰男』毎日新聞社 1979 - 大著
- 『香月泰男 全版画集』阿部出版 1990
- 『香月泰男画文集 <私の>地球』求龍堂 1998
- 『香月泰男画集 生命の讃歌』香月婦美子・香月直樹監修 小学館 2004 - 大著
- 『香月泰男 一瞬一生の画業』香月婦美子監修 小学館 アートセレクション 2004
- 『香月泰男 シベリア画文集』山口県立美術館監修 中国新聞社 2004 - 全作品の自筆解説文と学芸員解説
- 『香月泰男 〈私の地球〉を描き続けた　別冊太陽 日本のこころ』木本信昭監修 平凡社 2011

## ドキュメンタリー
- NHKスペシャル「立花隆のシベリア鎮魂歌〜抑留画家・香月泰男〜」（1995年6月4日、NHK）[1]

## 関連書籍
- 岩田礼『香月泰男』日動出版部 1977
- 落合東朗『香月泰男 シベリヤ・シリーズを読む』論創社 1985
- 古川薫文・石井昭影絵『シベリアの豆の木 香月泰男ものがたり』新日本教育図書〈影絵ものがたりシリーズ〉 1996
- 東義人『わたしの香月泰男ノート』海鳥社 1996
- 香月婦美子『夫の右手 画家・香月泰男に寄り添って』求龍堂 1999
- 桑原住雄・詩『夢マンダラ』 日貿出版社 2002 - 装画
- 『香月泰男の絵手紙』小池邦夫編 二玄社 2003
- 平松達夫『戦場へ行った絵具箱 香月泰男「シベリア・シリーズ」を読む』海鳥社 2003
- 『香月泰男のおもちゃ箱』谷川俊太郎詩と編 大森忠撮影 新潮社 2003
- 立花隆『シベリア鎮魂歌 香月泰男の世界』文藝春秋 2004／文春学藝ライブラリー 2023
  - 香月の著作『私のシベリア』は、若き日の立花が長時間の聞き書きをもとに代筆した
- 山愛美『香月泰男 黒の創造』 遠見書房 遠見こころライブラリー 2016

副題は、心理療法家が語る物語 シベリアを描き続けた画家 制作活動と作品の深層
- 安井雄一郎『香月泰男　凍土の断層　「シベリア・シリーズ」を読み解く』 東京美術 2017